# Evangelische Kirche (Stornfels)

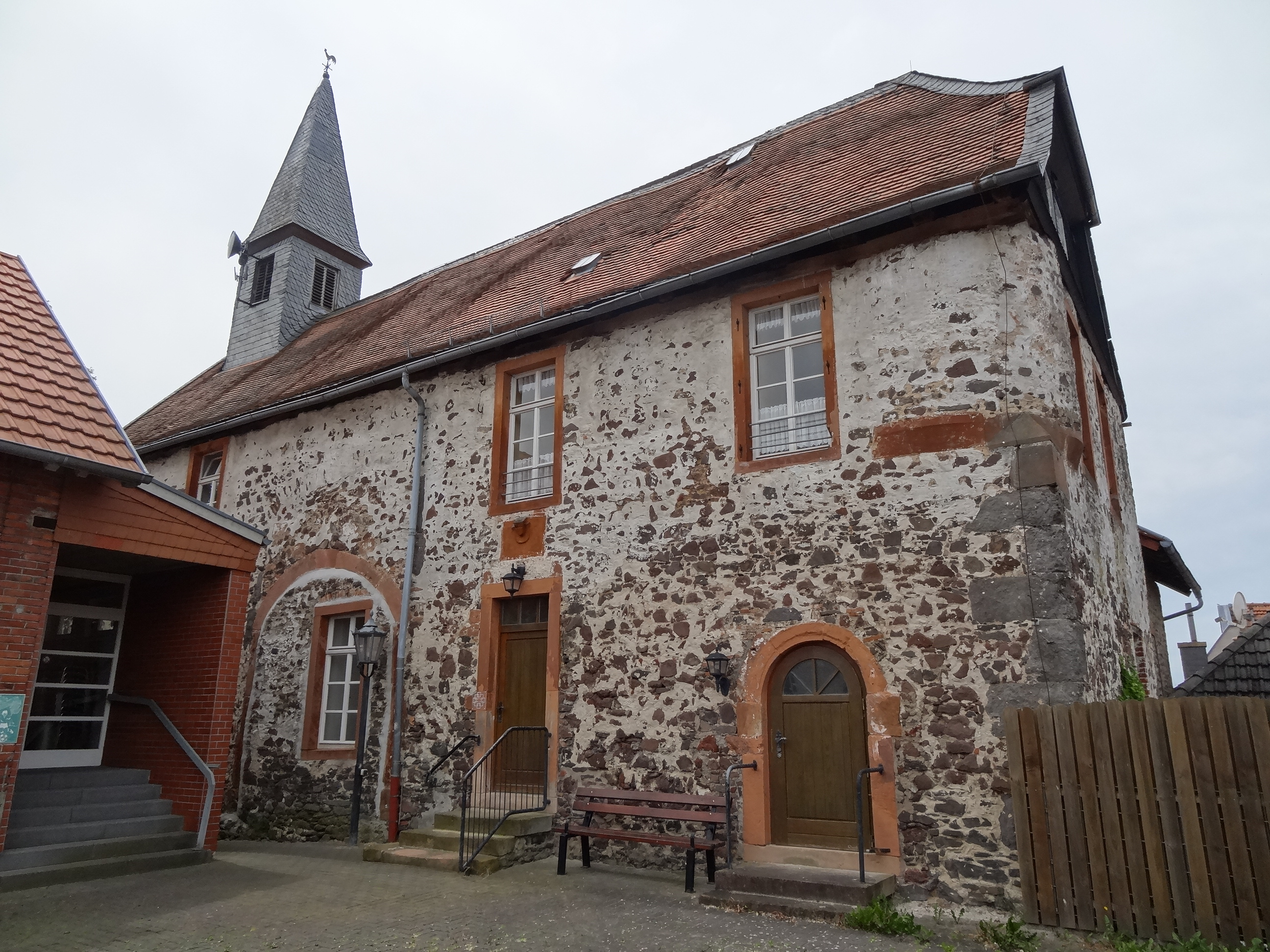
Kirche von Osten, dem ehemaligen Burghof

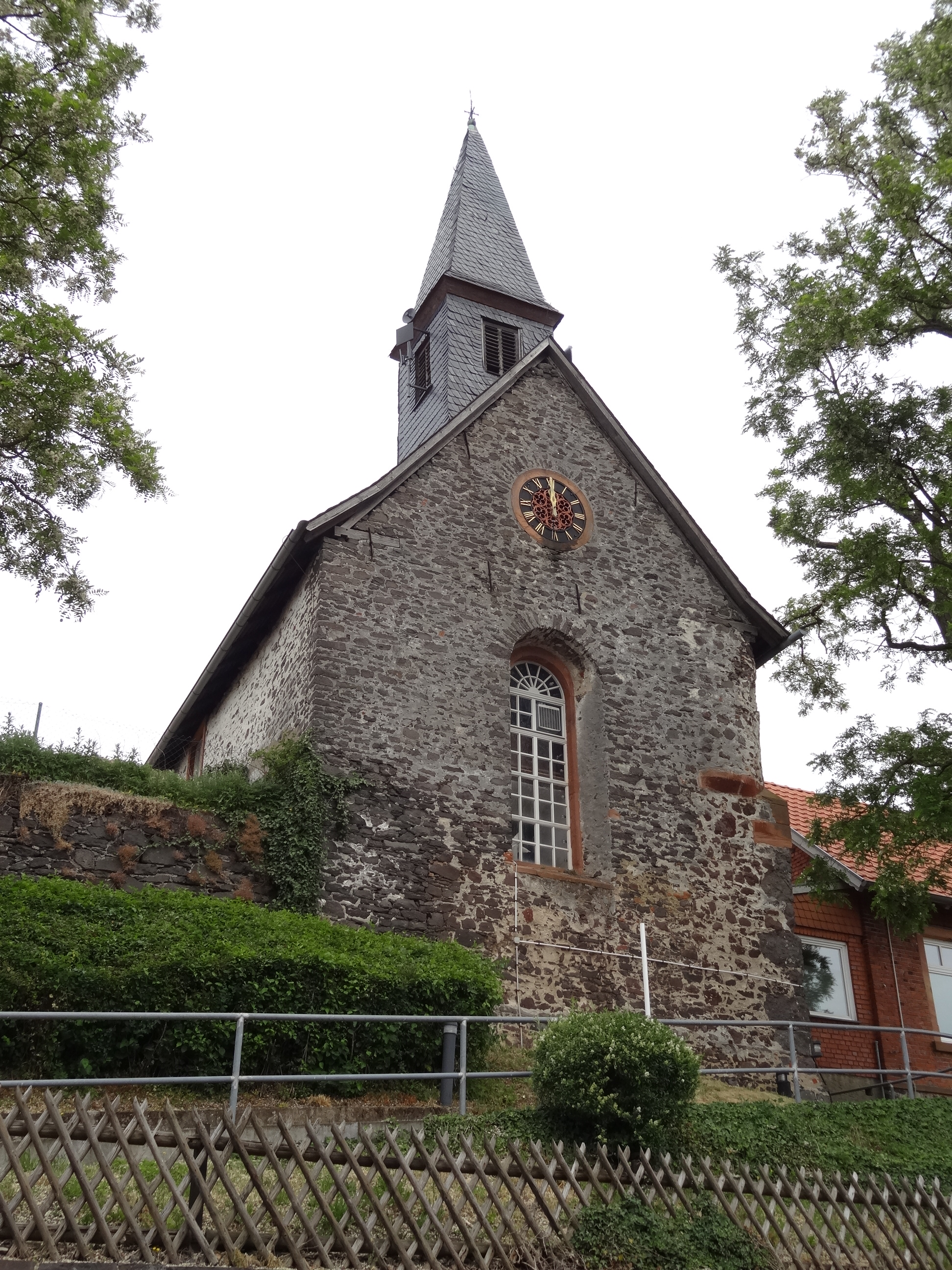
Südseite der Kirche

Die Evangelische Kirche in Stornfels, einem Stadtteil von Nidda im Wetteraukreis in Hessen, ist eine Saalkirche aus dem Jahr 1837. Das Mauerwerk stammt teilweise aus den Resten der abgegangenen mittelalterlichen Burg Stornfels. Die klassizistische Kirche ist aufgrund ihrer geschichtlichen und städtebaulichen Bedeutung hessisches Kulturdenkmal.

## Geschichte
Um 1435 war Stornfels Filiale der selbstständigen Pfarrei Ulfa. Kirchlich gehörte Stornfels im Dekanat Friedberg zum Archidiakonat St. Mariengreden im Bistum Mainz.
Mit Einführung der Reformation ab 1526 wechselte die Kirchengemeinde zum evangelischen Bekenntnis. Als erster lutherischer Pfarrer wirkte hier bis 1536 Ludwig Waborn. Nach Beratungen mit Johannes Pistorius dem Älteren und weiteren Beratungen und Verhandlungen erhielt Stornfels im Jahr 1565 eine hölzerne Kapelle, die südwestlich unterhalb der Burg (Am Höhenblick 35) errichtet wurde. Das Gebäude verfügte zunächst über keinen Turm und keine Glocken. Erst im Jahr 1684 wurde eine „Collecte zur Herstellung des Thurmes und Anschaffung einer Glocke“ durchgeführt. Entsprechend einem Eintrag im Salbuch wurden die Gottesdienste 1741 abwechselnd in Stornfels und in Ulfa abgehalten. Um 1800 waren Schiff und Turm schadhaft. Nachdem die Stornfelser Kapelle Anfang des 19. Jahrhunderts baufällig wurde, wurde das Abhalten von Gottesdiensten um 1831/1832 untersagt, da „man ohne Gefahr nicht mehr läuten konnte“.
Pfarrer Ludwig Münch trieb den Kauf und Umbau der ehemaligen Zehntscheune der Burg voran. Nach dem Verfall der spätmittelalterlichen Burg war der befestigte Wohnturm in eine Zehntscheune umgebaut worden. Der Umbau erfolgte in den Jahren 1835 bis 1837. Im nordwestlichen Querbau wurden Schule und Lehrerwohnung untergebracht, der Westteil diente als Kirche. Die Einweihung fand am 13. August 1837 statt. Die hölzerne Kapelle wurde abgerissen. Im Jahr 1840 wurde die bürgerliche Gemeinde in Stornfels von ihrer Baupflicht entbunden, da sie ein eigenes Gebäude als Kirche bezog. Seit der ersten Hälfte des 18. Jahrhunderts oblag Stornfels ein Siebtel der Baupflicht und der bürgerlichen Gemeinde Ulfa sechs Siebtel. Aus der Neuregelung entstandene Streitigkeiten wurden 1848 vertraglich ausgeräumt.
Die Kirche wurde 1966 renoviert.
Der nordwestliche Anbau wird heute als Jugendzentrum genutzt. Die Kirchengemeinde Stornfels ist pfarramtlich mit der Kirche Ulfa verbunden. Die Gemeinde gehört zum Dekanat Büdinger Land in der Propstei Oberhessen in der Evangelischen Kirche in Hessen und Nassau.

## Architektur

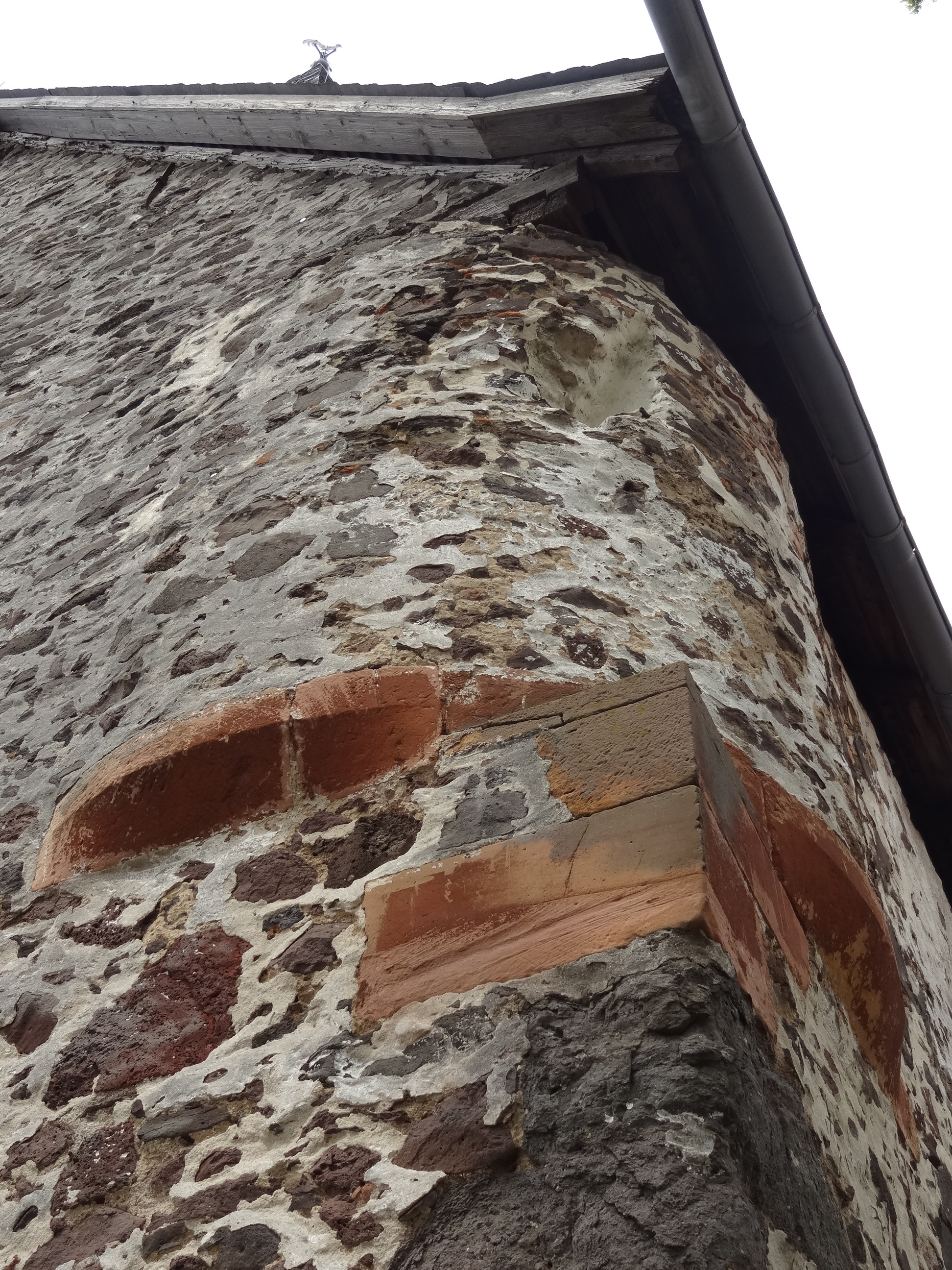
Ehemaliger runder Eckturm an der Südostecke

Die Kirche auf rechteckigen Grundriss ist nicht geostet, sondern nach Süd-Südost ausgerichtet. Der unverputzte Saalbau aus Bruchsteinmauerwerk mit Eckbuckelquaderung aus hiesigem Basalt ist weithin sichtbar auf dem höchsten Punkt des Ortes errichtet, einem Basaltkegel 305 Meter über NN. Er hat ein Satteldach, das im Norden abgewalmt ist und dem im Süden ein Dachreiter aufgesetzt ist. Während die Westmauer 0,80 Meter mächtig ist, erreicht sie im Norden, Osten und Süden im Erdgeschoss eine Breite von zwei Metern, da hier die Reste der alten Schildmauer der Burganlage beibehalten wurden. An den beiden Ostecken sind die Ansätze von zwei runden Ecktürmen aus gotischer Zeit sichtbar.
Portale und Fenster haben Gewände aus rotem Sandstein. In den Langseiten belichten je drei Rechteckfenster mit Sprossengliederung den Innenraum, in der oberen Zone je zwei Fenster und unten je ein Fenster. Das rundbogige Gewände des alten Scheunentors ist noch mittig in der Ostwand sichtbar. Hier wurde sekundär ein Rechteckfenster eingebrochen. Als Spolie ist über dem schlichten rechteckigen Ostportal der Wappenstein der Grafschaft Ziegenhain eingelassen, der einen sechsstrahligen Stern zeigt. Ein Rundbogenportal weiter im Norden der Ostwand hat eine grob gekehlte Fase. Über dem großen Rundbogenfenster in der Südwand ist das Ziffernblatt der Turmuhr angebracht.
Der vierseitige, verschieferte Dachreiter hat rechteckige Schalllöcher und ein Pyramidendach, das von Turmknauf, Kreuz und Wetterhahn bekrönt wird.

## Ausstattung

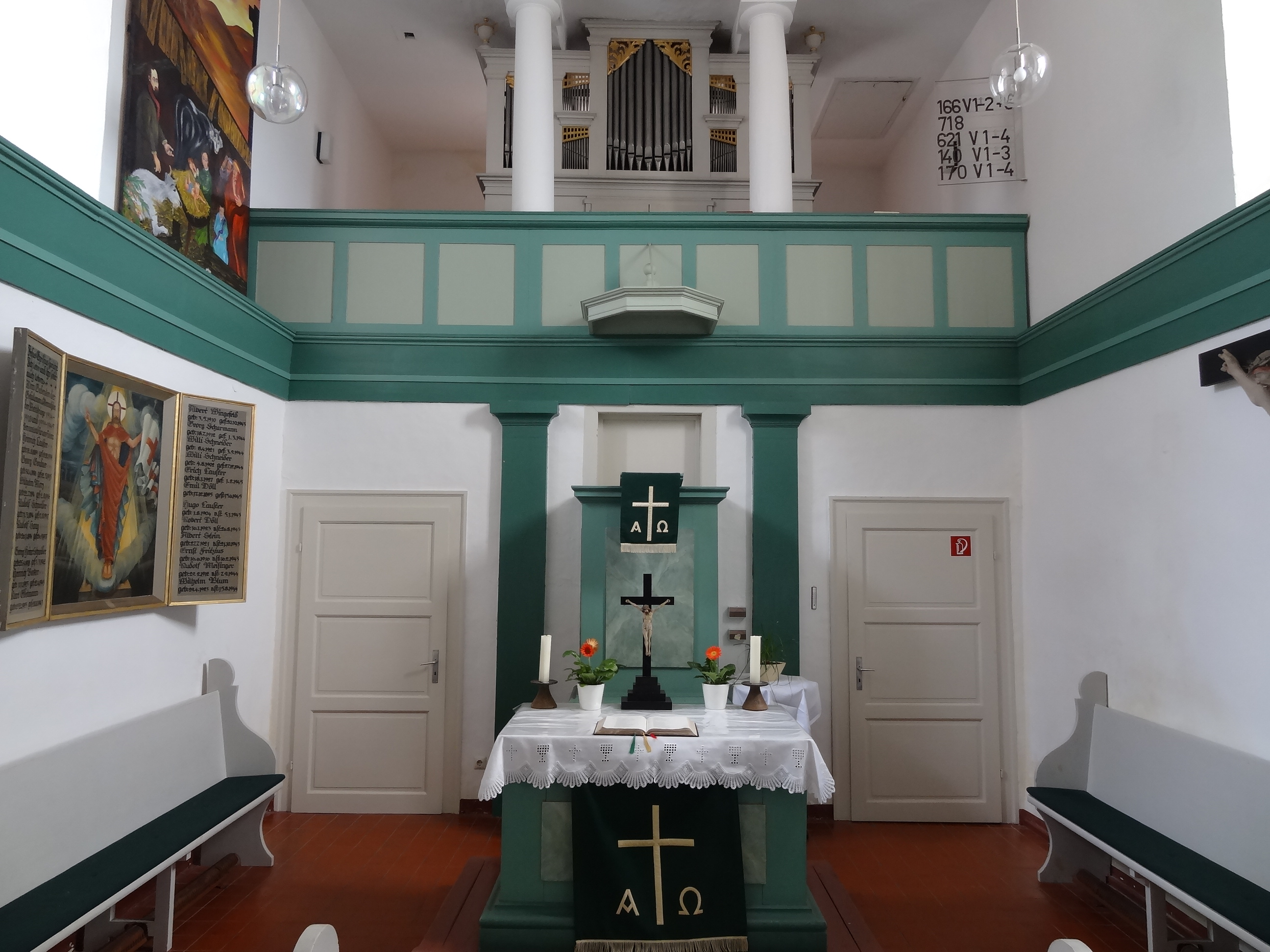
Innenraum mit Blick nach Süden

Der Innenraum wird von einer Flachdecke abgeschlossen, die auf zwei Unterzügen ruht. Diese werden von je zwei dorischen Säulen gestützt, die die beiden Emporen an den Schmalseiten einbeziehen. Die Nordempore ruht auf zwei dorischen Säulen. Die Südempore hat an der entsprechenden Stelle an der Wand unterhalb der Südempore, die den südlichen Teil als Sakristei abgetrennt, zwei Pilaster. Neben ihnen ermöglichen zwei rechteckige Türen den Zugang zum hinteren Raum. Durch eine umlaufende Blende in Höhe der Empore fällt die deutlich unterschiedliche Wandstärke im unteren Bereich nicht ins Auge.
Die drei Prinzipalstücke Altar, Kanzel und Orgel stehen entsprechend evangelischer Tradition hinter- und übereinander auf der Mittelachse. Die querrechteckige Kanzel mit polygonalem Schalldeckel ist nur von hinten durch die Sakristei zugänglich. Auf einem Podest ist der hölzerne quadratische Altar mit umlaufendem Sockel aufgestellt. Das hölzerne Altarkreuz von 1837 steht auf einer Stufenpyramide. Ein großes Kruzifix an der Westwand aus dem 18. Jahrhundert ist in bäuerlicher Machart angefertigt. Mehrere moderne Ölgemälde schmücken den Innenraum.

## Orgel

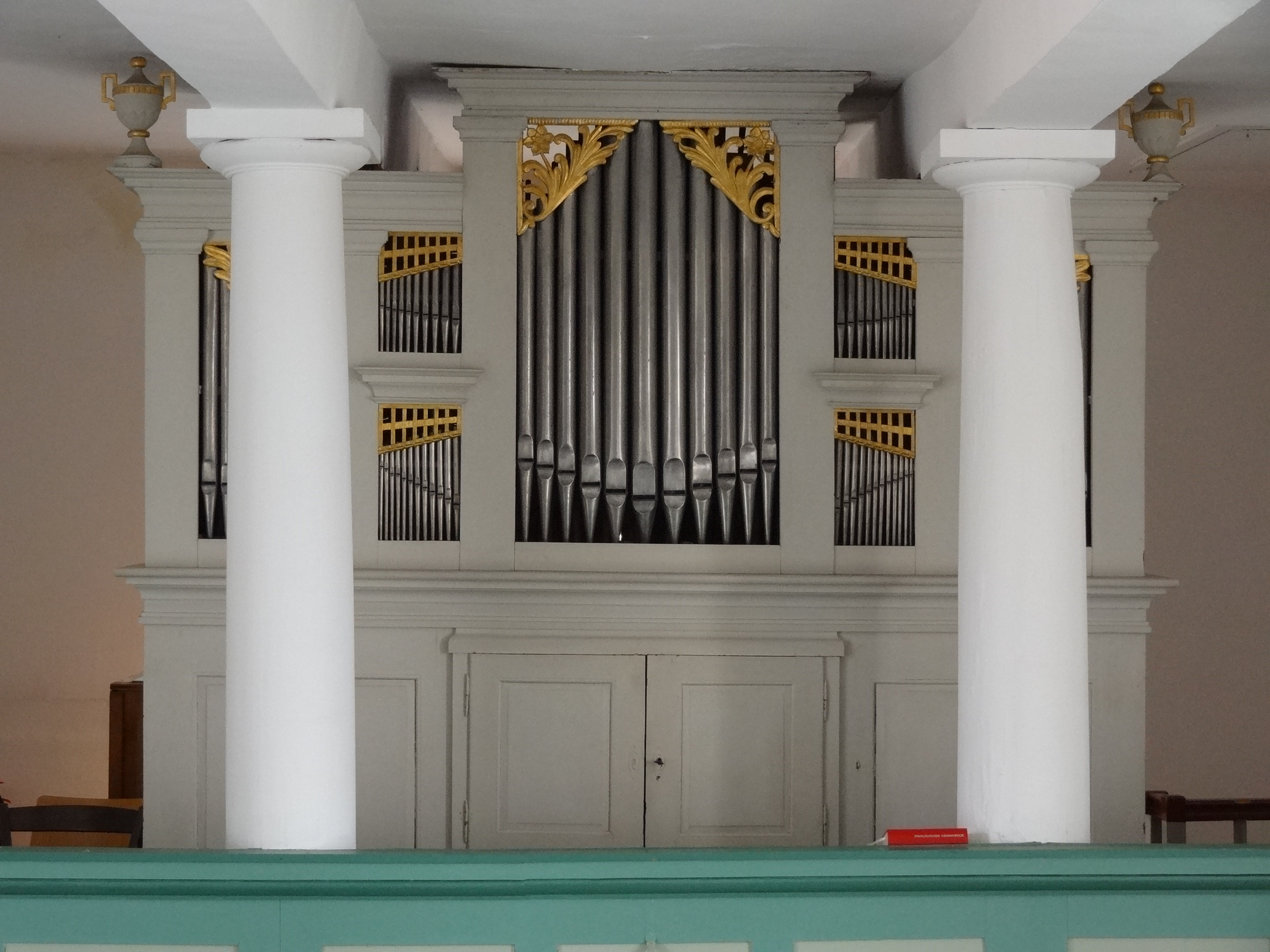
Prospekt der Link-Orgel von 1837

Im Jahr 1636 war bereits eine Orgel vorhanden, was eine Rechnung für eine Reparatur belegt. Für den Kirchenneubau wurde mit Orgelbauer Georg Link aus Reinhards der Bau einer neuen Orgel vertraglich vereinbart, die 1837 geliefert wurde. Das Instrument verfügt über sieben Register auf einem Manual und Pedal. Die Licher Firma Förster & Nicolaus Orgelbau reparierte die Orgel 1913 und ersetzte 1956 ein fehlendes Register durch ein Salicional. Im Zuge einer Restaurierung im Jahr 1976 wurde dieses Register durch ein Salicional in originaler Bauart ausgetauscht. Der fünfachsige, flächige Prospekt hat ein überhöhtes Mittelfeld, das von zwei doppelgeschossigen Pfeifenfeldern flankiert wird und außen mit je einem Rechteckfeld abschließt. Den oberen Gesimskranz bekrönen zwei kleine Urnen. Die Orgel ist weitgehend im ursprünglichen Zustand erhalten.
| I Manual C–f3 |       |
| Gedackt       | 8′    |
| Salicional    | 8′    |
| Prinzipal     | 4′    |
| Gedackt       | 4′    |
| Oktave        | 2′    |
| Mixtur III    | 1 ⁄3′ |

| Pedal C–c1 |     |
| Subbaß     | 16′ |

- Koppeln: I/P

## Geläut
Der Dachreiter beherbergt zwei Glocken. Die kleinere wurde im Jahr 1875 von Georg Otto in Gießen gegossen und wiegt etwa 100 Kilogramm. Die größere Glocke wiegt doppelt so viel und stammt von 1949. Sie wurde von der Glockengießerei Bachert in Heilbronn gegossen. Die Vorgängerglocken mussten in den beiden Weltkriegen an die Rüstungsindustrie abgeliefert werden. Die Läutanlage wurde 1980 elektrifiziert.
| Nr. | Gussjahr | Gießer, Gussort    | Masse (kg) | Inschrift                                                | Bild |
| 1   | 1949     | Bachert, Heilbronn | 200        | „DAS WORT UNSERES GOTTES BLEIBT EWIGLICH. (JESAJA 40,8)“ |      |
| 2   | 1875     | Georg Otto, Gießen | 100        | „Stornfels durch Georg Otto in Giessen 1875.“            |      |